# Naissance en 1040
Naissance
- 1036
- 1037
- 1038
- 1039
- 1040
- 1041
- 1042
- 1043
- 1044

Cette page dresse une liste de personnalités nées au cours de l'année 1040 :
- 12 juillet : Yun Gwan (en), général Goryeo.

- Al Mutamid ibn Abbad, poète marocain.
- Aicard d'Arles, ou Aicard de Marseille archevêque d’Arles.
- Alphonse VI de León, roi de León, roi de Castille, roi de Tolède et roi de Galice.
- Arnoult de Soissons, également appelé Arnoult d'Audenarde ou Arnulf, religieux français, saint catholique et saint patron des meuniers et des brasseurs en Belgique.
- Bonfilius, moine italien.
- Foulcoie de Beauvais, religieux et auteur français.
- Frédéric de Toscane, marquis de Canossa et de Toscane.
- Conrad Ier de Luxembourg, comte à Luxembourg.
- Ernulf, moine bénédictin.
- Guglielmo Embriaco, marchand et militaire génois.
- Bari Lotsawa, bouddhiste tibétain.
- Gebhard de Zähringen, évêque de Constance.
- Haziga de Diessen, comtesse de Scheyern.
- Hugues Ier de Rethel, comte de Rethel.
- Ibn Aqil (en), théologien irakien.
- Ide de Boulogne, religieuse, descendante de Charlemagne, fille de Godefroi II le Barbu, duc de Basse-Lotharingie et de Doda, nièce du pape Étienne IX.
- Li Gonglin, peintre chinois.
- Milarépa, magicien, yogi et poète tibétain, devenu un maître de renom du bouddhisme tibétain.
- Salomon ben Isaac, dit Rachi de Troyes ou Rachi de Champagne, talmudiste (décédé le 13 juillet 1105).
- Sanche II de Castille, roi de Castille.
- Saint Ottone Frangipane (en), moine et ermite italien.
- Wulfnoth Godwinson, noble anglais.
- Zayn al-Din Gorgani (en), médecin persan.

date incertaine (naissance vers 1040)
- Knut IV de Danemark, roi de Danemark.
- Ladislas Ier de Hongrie, roi de Hongrie.
- Rachi ou Rabbi Chlomo ben Itzhak HaTzarfati, Rabbi Salomo' ou Salomon de Troyes, rabbin, exégète et poète, légiste et décisionnaire mais aussi écrivain, philosophe, chroniqueur vigneron champenois.
- Yves de Chartres, évêque, farouche partisan de la réforme grégorienne et acteur majeur dans le conflit qui oppose la papauté et le Saint-Empire, lors de la querelle des Investitures.

né en 1040 ou 1041
- Geoffroy III d'Anjou, comte du Gâtinais, d'Anjou et de Tours.

## Crédit d'auteurs
- Cet article est partiellement ou en totalité issu de l'article intitulé « 1040 » (voir la liste des auteurs).